# Sufetula hypochropa
Sufetula hypochropa là một loài bướm đêm trong họ Crambidae.